# Vriesea gradata
Vriesea gradata là một loài thuộc chi Vriesea. Đây là loài đặc hữu của Brasil.

## Giống
- Vriesea 'Bobalou'
- Vriesea 'Coppertone'
- Vriesea 'Kelly Anne'
- Vriesea 'Phillip'